# Brzeźnica (dopływ jeziora Druzno)
Brzeźnica (niem. Birken Graben) – struga w województwie warmińsko-mazurskim przepływający koło majątku Potajny, wpadający do jeziora Druzno.